# Олтень (Ілфов)
Олтень, Олтені (рум. Olteni) — село у повіті Ілфов в Румунії. Входить до складу комуни Клінчень.
Село розташоване на відстані 12 км на південний захід від Бухареста, 142 км на південь від Брашова.

## Населення
За даними перепису населення 2002 року у селі проживали 1099 осіб, з них 1098 осіб (99,9%) румунів. Рідною мовою 1095 осіб (99,6%) назвали румунську.